# アーホーム王国

アーホーム王国
আহোম ৰাজ্য
Ahom kingdom

アーホーム王国の勢力範囲

アーホーム王国（アーホームおうこく、アッサム語: আহোম ৰাজ্য, Āhōm raājya、英語: Ahom kingdom）は、1226年から1826年にかけて東インドのアッサム地方に存在したヒンドゥー王朝。アーホーム朝とも呼ばれる。また、アッサム地方に存在したことからアッサム王国（Kingdom of Assam）とも呼ばれる。

## 歴史
1226年、アーホーム族によって建国される。マオ王国の王子が9000人の従者を引き連れてアッサム地方に移住、王国を樹立したことによるものであった。
14世紀末、最盛期を迎えた。
17世紀、ムガル帝国の皇帝、シャー・ジャハーンや将軍、ミール・ジュムラーによる攻撃を受けたものの、独立を保った。
1817年から1826年に起こったビルマのアッサム侵攻で、ビルマのコンバウン朝により征服される。
1825年、第一次ビルマ戦争の結果、 イギリスによってビルマの支配からは解放された。だが、1826年にその領土はヤンダボ条約により併合された。